# Rafael Curiel Gallegos
Gral. Rafael Curiel Gallegos fue un militar mexicano que participó en la Revolución mexicana. 

## Biografía
Nació en Ciudad Valles, San Luis Potosí, el 30 de diciembre de 1883. Estudió la primaria en su localidad y en Puebla, y la carrera de ingeniero en el Instituto Científico y Literato de San Luis Potosí. Colaboró desde 1910 con el Partido Nacional Antirreeleccionista; participó en la Toma de Torreón y en otras acciones militares en Coahuila, Durango y Chihuahua. Después del ascenso de Francisco I. Madero al poder fue diputado por su distrito natal en la XXVI Legislatura; como pertenecía al Bloque Renovador al llegar a Victoriano Huerta al poder y disolver la Cámara fue enviado a la cárcel. 
Se unió al constitucionalismo bajo las órdenes del general Nicolás Flores, alcanzando el grado de teniente coronel, ascenso que no aceptó y se retiró de la vida militar. Fue nuevamente diputado por su distrito en el Congreso Constituyente de 1917. Inmediatamente después fue nombrado inspector fiscal del Petróleo en Tampico; volvió a ese puesto de 1923 a 1926. Además, en 1919 fue diputado al Congreso de San Luis Potosí, y de 1920 a 1921 fue gobernador interino. Desempeñó diversas comisiones para varias secretarías de estado. En 1938 se retiró por su mala salud, dedicándose a la minería, en Zacatecas, y a la agricultura en su estado. Murió en la Ciudad de México en 1955.  